# 모데미풀
모데미풀은 미나리아재비과에 속하고 국내에만 자생하는 특산식물이며. 높은 산의 계곡 주변이나 습기 있는 숲속에서 자라는 여러해살이풀이다. 모데미풀속에 모데미풀 1종만 속해 있으며, 한국 고유종 식물이다. 2007년 참갈겨니와 함께 소백산의 깃대종으로 선정돼 보호·관리되고 있다.

## 이름
일본 학자 오이 지사부로가 지리산 운봉면 모데미라는 마을에서 처음 발견해 모데미풀이라는 이름을 붙였다고 하는데, 현재 모데미라는 마을이 확인되지 않아 의문이 있다. 운봉금매화, 금매화아재비라고도 부른다.
속명 메가레란티스(Megaleranthis)는 ‘크다’는 뜻의 ‘megas’와 모습이 너도바람꽃속을 닮았다 하여 그 속명 에란티스(Eranthis)가 합쳐진 말이다.

## 분포
고산성 식물로 제주도 한라산에서 강원도 점봉산까지 비교적 넓게 분포한다. 다만 각 생육지는 해발 800미터 이상의 계곡 부분에 수분이 많고 비옥한 곳이라 개체 수가 많지 않다.

## 형태
잎은 뿌리에서 바로 나오는 근생엽이며, 긴 잎자루 끝에서 3개로 완전히 갈라지며 각 조각은 잎자루가 짧고 다시 2~3개로 깊게 갈라진 다음 톱니가 생기거나 다시 2~3개로 갈라지며 양면에 털이 없고 톱니 끝이 뾰족하다.
꽃은 5월에 피며 지름 2센티미터 정도로 백색이고 꽃턱잎은 잎과 같으며 크기도 비슷하다. 식물 중앙부에서 1개의 꽃줄기가 나와 끝에 1개의 꽃이 달리고, 꽃턱잎과 꽃잎은 각각 5장이며, 자방과 수술은 많고 떨어진다. 꽃이 달리는 자루 밑에 결각이 많은 1개의 큰 총포(비늘 조각처럼 생긴 꽃턱잎으로 여러 장이 모여 꽃차례를 받친다)가 달릴 뿐 다른 잎이 없다는 것이 모데미풀의 중요한 특징 중 하나이다.
열매는 골돌로 길이 12밀리미터이며, 길이 3밀리미터 정도의 암술대가 있으며 털이 없고 방사상으로 배열된다. 열매가 익어 솔기가 벌어지면 작고 검은 씨앗들이 드러난다.

## 쓰임새
꽃이 아름다워 관상용으로 가치가 있다. 그렇지만 재배 방법이 까다로워 키우려다 죽는 경우가 많다. 고산 지대의 녹화용 지피식물로 적합하다.

## 재배 및 관리
자생지에서 점점 그 수가 줄어드는 야생화이므로, 전문가들이 증식에 힘써 일반에 보급할 필요가 있다. 여름의 더위에 약하고 수분조건을 맞추기가 쉽지 않은 것으로 알려져 있다. 바람이 잘 통하고 부식질이 풍부한 토양에 심어, 직사광선을 피하고 습기가 많은 곳에서 재배하는 것이 좋다.